# شب شیطان (آلبوم)
شب شیطان اولین آلبوم استودیویی گروه هیپ-هاپ امریکایی، دی۱۲ است که ۱۹ ژوئن سال ۲۰۰۱ عرضه عرضه شد. ناشران این آلبوم اینترسکوپ رکوردز و شیدی رکوردز هستند. هرچند که شیدی رکوردز از سال ۱۹۹۹ میلادی فعالیت خود را شروع کرد اما این آلبوم اولین اثر از این ناشر بود. 